# 招宝山明清碑刻
29°57′47.624″N 121°43′19.159″E / 29.96322889°N 121.72198861°E
招宝山明清碑刻是中国浙江省宁波市镇海区的一处碑刻。碑刻位于招宝山威远城内，原有40方，现存9方，其中明代4方，清代5方。碑刻多为明清驻镇海军政官员的题词和碑记。明代碑刻包括钦差督抚都御史苏茂相题“海天清晏”碑、镇浙都督何斌臣题“撑半壁天”碑、钦差镇守浙江太保左都督郭钦题“擎天鳌柱”碑、总镇两浙太子少保杜弘域题“天开图画”碑。清代碑刻有“重修招宝山宝陀寺”碑、宁绍台道周彦题“海天雄镇”碑、县人陈修鼎撰、舒达书“招宝山宝陀寺续修碑记”、欧阳利见题“永清四海”碑和“保护宝陀寺勒石碑记”，多记叙招宝山在海防中的地位。其中，欧阳利见“保护宝陀寺勒石碑记”记叙了中法战争镇海之战的相关情况。1996年，威远城随其他镇海口海防设施被纳入第四批全国重点文物保护单位镇海口海防遗址。

## 碑刻
- 明天启二年（1622年）钦差督抚都御史苏茂相题“海天清晏”
- 明天启五年（1625年）镇浙都督何斌臣题“撑半壁天”
- 明天启七年（1627年）钦差镇守浙江太保左都督郭钦题“擎天鳌柱”
- 明崇祯十四年（1641年）总镇两浙太子少保杜弘域题“天开图画”
- 清顺治九年（1652年）立“重修招宝山宝陀寺碑”
- 清道光十五年（1835年）宁绍台道周彦题“海天雄镇”
- 清道光十九年（1839年）县人陈修鼎撰，舒达书“招宝山宝陀寺续修碑记”
- 清光绪十年（1884年）提督浙江全省军务欧阳利见题“永清四海”
- 清光绪十一年（1885年）宁波知府杜冠英题“天险崇开”
- 清光绪十五年（1889年）郭传璞撰文“欧阳公防夷碑”
- 清光绪十五年（1889年）欧阳利见撰文并书“保护宝陀寺勒石碑记”